# Sveti Andraž v Slovenskih goricah
Sveti Andraž v Slovenskih goricah là một khu tự quản của Slovenia. Sveti Andraž v Slovenskih goricah nằm trên đồi Slovenske gỏice, cho đến năm 1995 vẫn thuộc khu tự quản Ptuj và bao gồm Destrnik-Trvoska vas có diện tích 17,6 km2, dân số là 1209 người (năm 2002). 
Khu tự quản này nay bao gồm trong vùng thống kê Podravska.